# 第十二届全国人民代表大会

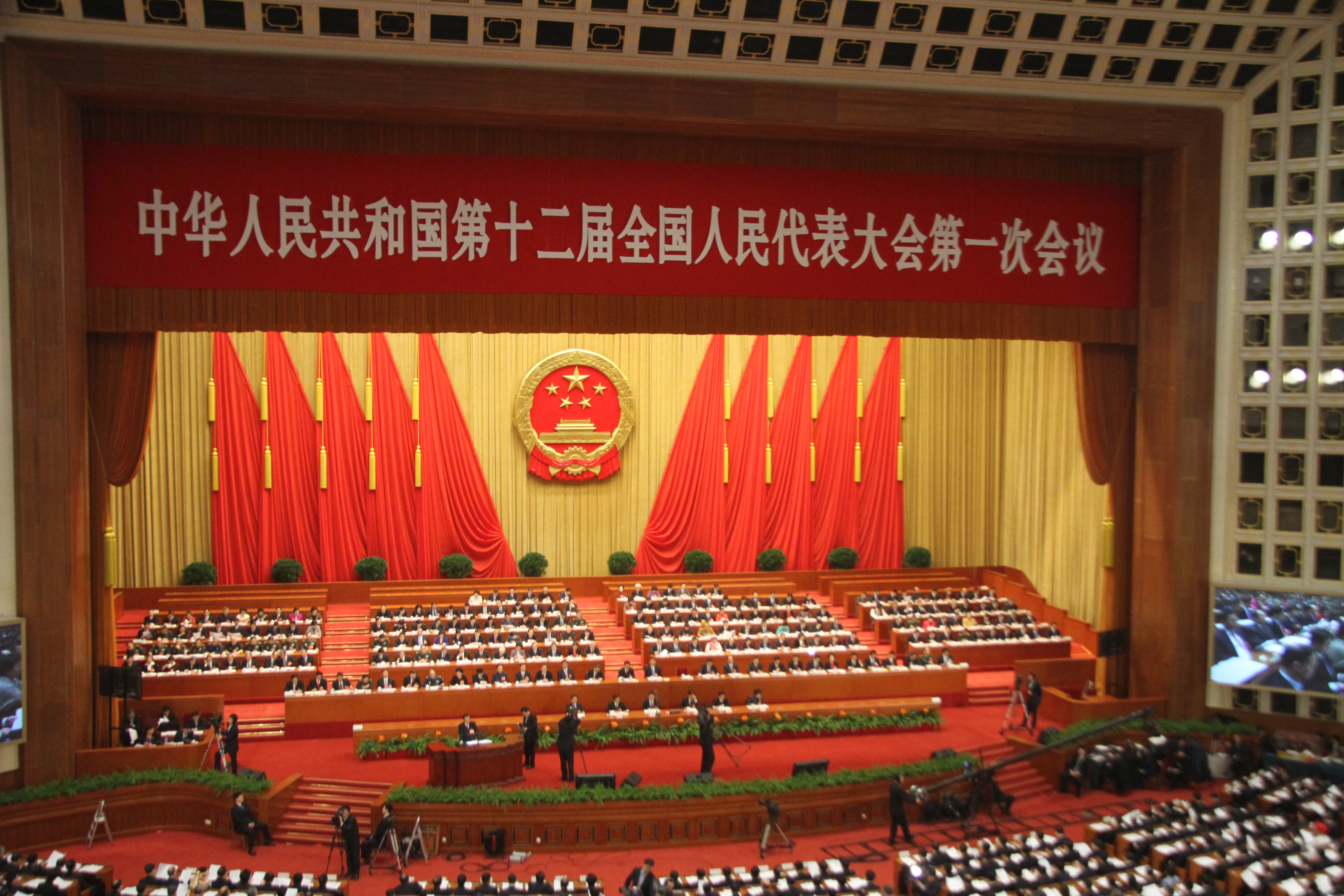
十二届全国人大一次会议议场

中华人民共和国第十二屆全國人民代表大會（簡稱第十二屆全國人大），有2987名代表，任期從2013年3月到2018年3月。

## 历次全体会议

### 第一次会议
第十二届全国人大第一次会议于2013年3月5日至17日在北京举行，会议审议通过第十一届全国人大常委会、国务院、最高人民法院和最高人民检察院的工作报告，批准国务院机构改革方案，并选举产生新一届中华人民共和国国家领导人，包括国家主席、国家副主席、全国人大常委会委员长、国家中央军委主席等，决定国务院总理和其他全国人大常委会、国务院、国家中央军委等国家机构的组成人员的人选。

#### 选举结果
- 第十二届全国人民代表大会常务委员会委员长：张德江
- 第十二届全国人民代表大会常务委员会副委员长：李建国、王胜俊、陈昌智、严隽琪、王晨、沈跃跃、吉炳轩、张平、向巴平措(藏族)、艾力更·依明巴海（维吾尔族）、万鄂湘、张宝文、陈竺
- 第十二届全国人民代表大会常务委员会秘书长：王晨（兼）
- 第十二届全国人民代表大会常务委员会委员：161人
- 中华人民共和国主席：习近平
- 中华人民共和国副主席：李源潮
- 中华人民共和国中央军事委员会主席：习近平
- 中华人民共和国最高人民法院院长：周强[3]
- 中华人民共和国最高人民检察院检察长：曹建明

#### 任命决定
- 中华人民共和国国务院总理：李克强
- 中华人民共和国国务院副总理：张高丽、刘延东、汪洋、马凯
- 国务委员：杨晶、常万全、杨洁篪、郭声琨、王勇
- 中华人民共和国中央军事委员会副主席：范长龙、许其亮
- 中华人民共和国中央军事委员会委员：常万全、房峰辉、张阳、赵克石、张又侠、吴胜利、马晓天、魏凤和
- 国务院各部部长、各委员会主任、中国人民银行行长、中华人民共和国审计署审计长、秘书长：

#### 得票情况
| 选举全国人大常委会委员长 | 选举全国人大常委会委员长 | 选举全国人大常委会委员长 | 选举全国人大常委会委员长 | 选举全国人大常委会秘书长 | 选举全国人大常委会秘书长 | 选举全国人大常委会秘书长 | 选举全国人大常委会秘书长 |
| 候选人                   | 赞成票                   | 反对票                   | 弃权                     | 候选人                   | 赞成票                   | 反对票                   | 弃权                     |
| ------------------------ | ------------------------ | ------------------------ | ------------------------ | ------------------------ | ------------------------ | ------------------------ | ------------------------ |
| 张德江                   | 2,952                    | 5                        | 4                        | 王晨                     | 2,923                    | 30                       | 7                        |
| 张德江                   | 2,952                    | 5                        | 4                        | 张平                     | 1                        | /                        | /                        |
| 选举国家主席             | 选举国家主席             | 选举国家主席             | 选举国家主席             | 选举国家副主席           | 选举国家副主席           | 选举国家副主席           | 选举国家副主席           |
| 候选人                   | 赞成票                   | 反对票                   | 弃权                     | 候选人                   | 赞成票                   | 反对票                   | 弃权                     |
| 习近平                   | 2,952                    | 1                        | 3                        | 李源潮                   | 2,839                    | 80                       | 37                       |
| 习近平                   | 2,952                    | 1                        | 3                        | 刘云山                   | 2                        | /                        | /                        |
| 习近平                   | 2,952                    | 1                        | 3                        | 李鸿忠                   | 1                        | /                        | /                        |
| 习近平                   | 2,952                    | 1                        | 3                        | 汪洋                     | 1                        | /                        | /                        |
| 习近平                   | 2,952                    | 1                        | 3                        | 袁纯清                   | 1                        | /                        | /                        |
| 习近平                   | 2,952                    | 1                        | 3                        | 潘逸阳                   | 1                        | /                        | /                        |
| 选举国家中央军委主席     | 选举国家中央军委主席     | 选举国家中央军委主席     | 选举国家中央军委主席     | 任命国务院总理           | 任命国务院总理           | 任命国务院总理           | 任命国务院总理           |
| 候选人                   | 赞成票                   | 反对票                   | 弃权                     | 候选人                   | 赞成票                   | 反对票                   | 弃权                     |
| 习近平                   | 2,955                    | 1                        | 3                        | 李克强                   | 2,940                    | 3                        | 6                        |
| 选举最高人民法院院长     | 选举最高人民法院院长     | 选举最高人民法院院长     | 选举最高人民法院院长     | 选举最高人民检察院检察长 | 选举最高人民检察院检察长 | 选举最高人民检察院检察长 | 选举最高人民检察院检察长 |
| 候选人                   | 赞成票                   | 反对票                   | 弃权                     | 候选人                   | 赞成票                   | 反对票                   | 弃权                     |
| 周强                     | 2,908                    | 26                       | 23                       | 曹建明                   | 2,933                    | 18                       | 5                        |
| 吴爱英                   | 2                        | /                        | /                        | 曹建明                   | 2,933                    | 18                       | 5                        |
| 王胜俊                   | 1                        | /                        | /                        | 陈云龙                   | 1                        | /                        | /                        |
| 齐奇                     | 1                        | /                        | /                        | 蔡学恩                   | 1                        | /                        | /                        |

| 表决主题                                                           | 赞成票 | 反对票 | 弃权  | 通过率 |
| ------------------------------------------------------------------ | ------ | ------ | ----- | ------ |
| 温家宝的国务院政府工作报告                                         | 2799票 | 101票  | 44票  | 95.07% |
| 国务院机构改革和职能转变方案                                       | 2875票 | 56票   | 26票  | 97.23% |
| 2012年国民经济和社会发展计划执行情况和2013年国民经济和社会发展计划 | 2665票 | 221票  | 60票  | 90.46% |
| 2012年中央和地方预算执行情况报告与2013年中央和地方预算草案         | 2307票 | 509票  | 127票 | 78.38% |
| 吴邦国的全国人大常委会工作报告                                     | 2733票 | 150票  | 61票  | 92.83% |
| 王胜俊的最高人民法院工作报告                                       | 2218票 | 605票  | 120票 | 75.36% |
| 曹建明的最高人民检察院工作报告                                     | 2339票 | 485票  | 121票 | 79.42% |

### 第二次会议
第十二届全国人民代表大会第二次会议于2014年3月5日至3月13日在北京召开。
根据第十二届全国人大常务委员会第六次会的建议和第十二届全国人民代表大会第二次会议预备会议通过的议程，本次大会将：
1. 听取和审议国务院总理李克强关于政府工作的报告；
2. 审查和批准国务院关于2013年国民经济和社会发展计划执行情况与2014年国民经济和社会发展计划草案的报告，批准2014年国民经济和社会发展计划；
3. 审查和批准国务院关于2013年中央和地方预算执行情况与2014年中央和地方预算草案的报告，批准2014年中央预算草案；
4. 听取和审议全国人民代表大会常务委员会委员长张德江关于全国人民代表大会常务委员会工作的报告；
5. 听取和审议最高人民法院院长周强关于最高人民法院工作的报告；
6. 听取和审议最高人民检察院检察长曹建明关于最高人民检察院工作的报告；
7. 审议关于确认全国人大常委会接受王晓、陈斯喜辞去全国人大常委会委员职务的请求的决定。

#### 表决结果
| 表决主题                                                           | 赞成票 | 反对票 | 弃权  | 通过率 |
| ------------------------------------------------------------------ | ------ | ------ | ----- | ------ |
| 李克强的政府工作报告                                               | 2887票 | 15票   | 5票   | 99.21% |
| 2013年国民经济和社会发展计划执行情况与2014年国民经济和社会发展计划 | 2760票 | 97票   | 47票  | 94.84% |
| 2013年中央和地方预算执行情况与2014年中央和地方预算草案             | 2504票 | 293票  | 102票 | 86.05% |
| 张德江的全国人民代表大会常务委员会工作报告                         | 2784票 | 74票   | 44票  | 95.67% |
| 周强的最高人民法院工作报告                                         | 2425票 | 378票  | 95票  | 83.33% |
| 曹建明的最高人民检察院工作报告                                     | 2402票 | 390票  | 108票 | 82.54% |
| 确认王晓、陈斯喜辞去全国人民代表大会常务委员会委员职务的请求的决定 | 2797票 | 38票   | 55票  | 96.12% |

### 第三次会议

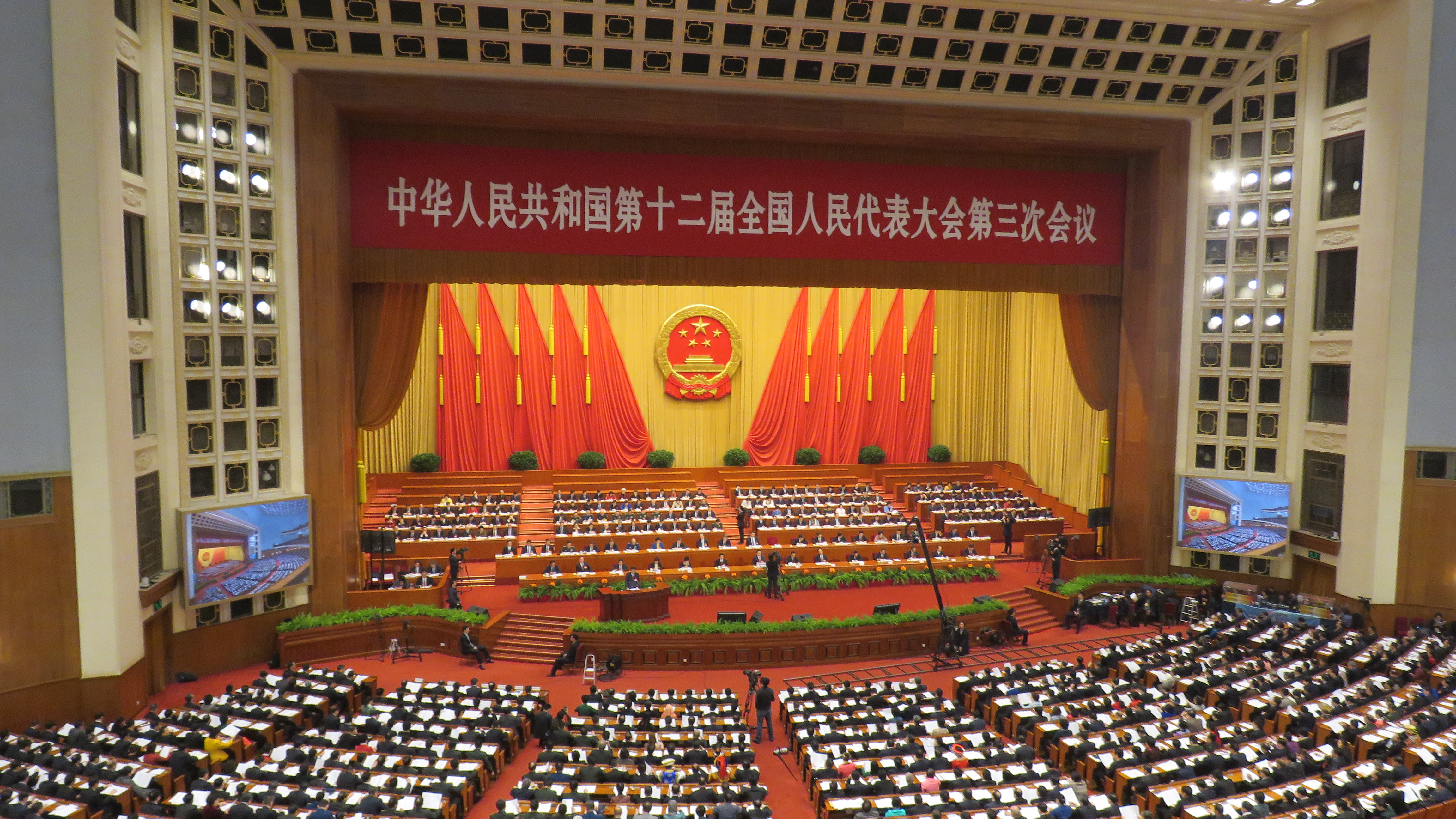
第十二届全国人大第三次会议

第十二届全国人民代表大会第三次会议于2015年3月5日至3月15日在北京召开。
根据第十二届全国人大常务委员会第六次会的建议和第十二届全国人民代表大会第二次会议预备会议通过的议程，本次大会将：
1. 听取和审议国务院总理李克强关于政府工作的报告；
2. 审查和批准国务院关于2014年国民经济和社会发展计划执行情况与2015年国民经济和社会发展计划草案的报告
3. 审查和批准国务院关于2014年中央和地方预算执行情况与2015年中央和地方预算草案的报告
4. 听取和审议全国人大常委会委员长张德江关于全国人民代表大会常务委员会工作的报告
5. 听取和审议全国人大常委会副委员长李建国关于中华人民共和国立法法修正案草案的说明
6. 听取和审议最高人民法院院长周强关于最高人民法院工作的报告
7. 听取和审议最高人民检察院检察长曹建明关于最高人民检察院工作的报告
8. 审议全国人大常委会关于接受陈吉宁、陈豪辞去全国人大常委会委员职务的请求的决定

#### 表决结果
| 表决主题                                                               | 赞成票 | 反对票 | 弃权 | 通过率 |
| ---------------------------------------------------------------------- | ------ | ------ | ---- | ------ |
| 李克强的政府工作报告                                                   | 2852票 | 18票   | 6票  | 99.17% |
| 2014年国民经济和社会发展计划执行情况与2015年国民经济和社会发展计划草案 | 2725票 | 103票  | 48票 | 94.75% |
| 2014年中央和地方预算执行情况与2015年中央和地方预算草案                 | 2483票 | 304票  | 87票 | 86.40% |
| 关于修改《中华人民共和国立法法》的决定草案                             | 2761票 | 81票   | 33票 | 96.03% |
| 张德江的全国人民代表大会常务委员会工作报告                             | 2772票 | 68票   | 33票 | 96.48% |
| 周强的最高人民法院工作报告                                             | 2619票 | 213票  | 44票 | 91.06% |
| 曹建明的最高人民检察院工作报告                                         | 2529票 | 284票  | 61票 | 88.00% |
| 确认陈吉宁、陈豪辞去全国人民代表大会常务委员会委员职务的请求的决定     | 2792票 | 33票   | 42票 | 97.38% |

### 第四次会议
第十二届全国人民代表大会第四次会议于2016年3月5日至3月16日在北京召开。
根据2016年3月4日第十二届全国人民代表大会第四次会议主席团第一次会议通过的第十二届全国人民代表大会第四次会议日程，本次大会将：
1. 听取国务院总理李克强关于政府工作的报告
2. 审查《国民经济和社会发展第十三个五年规划纲要草案》
3. 审查国务院关于《2015年国民经济和社会发展计划执行情况》与《2016年国民经济和社会发展计划草案》的报告
4. 审查国务院关于《2015年中央和地方预算执行情况》与《2016年中央和地方预算草案》的报告
5. 听取全国人大常委会委员长张德江关于《全国人民代表大会常务委员会工作》的报告
6. 听取全国人大常委会副委员长李建国关于《中华人民共和国慈善法草案》的说明
7. 听取最高人民法院院长周强关于最高人民法院工作的报告
8. 听取最高人民检察院检察长曹建明关于最高人民检察院工作的报告
9. 表决关于政府工作报告的决议草案
10. 表决关于《国民经济和社会发展第十三个五年规划纲要》的决议草案
11. 表决关于《2015年国民经济和社会发展计划执行情况》与《2016年国民经济和社会发展计划》的决议草案
12. 表决关于《2015年中央和地方预算执行情况》与《2016年中央和地方预算》的决议草案
13. 表决《中华人民共和国慈善法》草案
14. 表决关于《全国人民代表大会常务委员会工作报告的决议》草案
15. 表决关于《最高人民法院工作报告的决议》草案
16. 表决关于《最高人民检察院工作报告的决议》草案
17. 表决关于确认第十二届全国人民代表大会常务委员会关于接受黄润秋辞去第十二届全国人民代表大会常务委员会委员职务的请求的决定草案

#### 表决结果
| 表决主题                                                                       | 赞成票 | 反对票 | 弃权 | 通过率 |
| ------------------------------------------------------------------------------ | ------ | ------ | ---- | ------ |
| 李克强的政府工作报告                                                           | 2814票 | 27票   | 16票 | 97.87% |
| 周强的最高人民法院工作报告                                                     | 2600票 | 208票  | 46票 | 91.10% |
| 曹建明的最高人民检察院工作报告                                                 | 2560票 | 239票  | 51票 | 89.82% |
| 《中华人民共和国慈善法》草案                                                   | 2636票 | 131票  | 83票 | 92.49% |
| 全国人民代表大会常委会接受黄润秋辞去全国人民代表大会常委会委员职务的请求的决定 | 2745票 | 44票   | 57票 | 96.31% |
| 张德江的全国人民代表大会常务委员会工作报告                                     | 2762票 | 70票   | 23票 | 96.74% |
| 2015年中央和地方预算执行情况与2016年中央和地方预算的决议                       | 2467票 | 299票  | 90票 | 86.37% |
| 2015年国民经济和社会发展计划执行情况与2016年国民经济和社会发展计划的决议       | 2685票 | 129票  | 43票 | 93.97% |
| 国民经济和社会发展第十三个五年规划纲要的决议                                   | 2778票 | 53票   | 25票 | 97.26% |
| 数据来源：                                                                     |        |        |      |        |

### 第五次会议

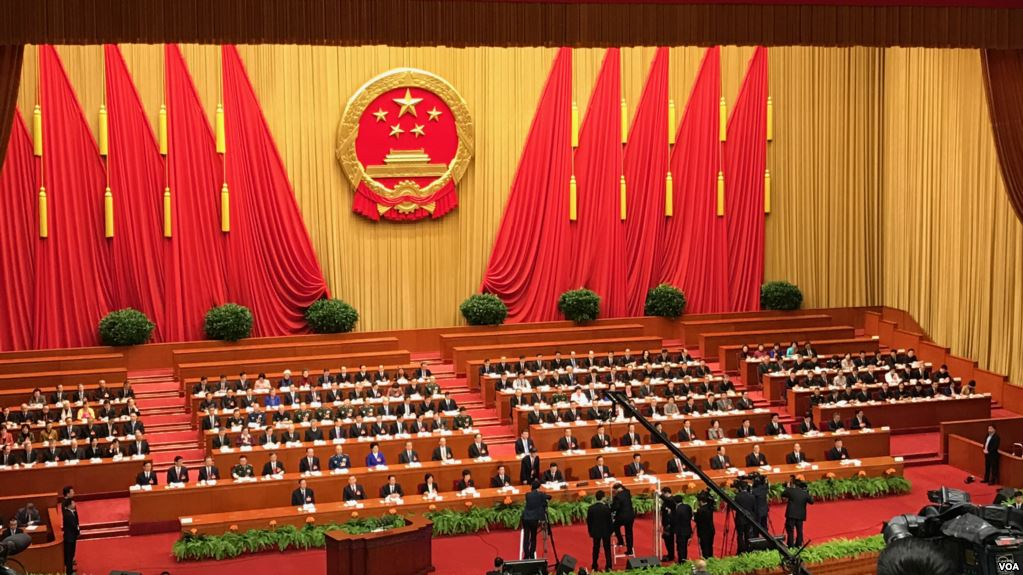
第十二屆全國人大第五次會議

第十二届全国人民代表大会第五次会议于2017年3月5日至3月15日在北京召开。根据2017年3月4日举行预备会议通过的会议议程，本次大会将：
1. 听取国务院总理李克强关于政府工作的报告
2. 审查和批准国务院关于《2015年国民经济和社会发展计划执行情况》与《2016年国民经济和社会发展计划草案》的报告
3. 批准《2017年国民经济和社会发展计划》
4. 审查国务院关于《2016年中央和地方预算执行情况》与《2017年中央和地方预算草案》的报告
5. 审议全国人民代表大会常务委员会关于提请审议《中华人民共和国民法总则 (草案)》的议案
6. 审议全国人民代表大会常务委员会关于提请审议《第十二届全国人民代表大会第五次会议关于第十三届全国人民代表大会代表名额和选举问题的决定（草案）》的议案
7. 审议全国人民代表大会常务委员会关于提请审议《中华人民共和国香港特别行政区选举第十三届全国人民代表大会代表的办法（草案）》的议案
8. 审议全国人民代表大会常务委员会关于提请审议《中华人民共和国澳门特别行政区选举第十三届全国人民代表大会代表的办法（草案）》的议案
9. 听取和审议全国人民代表大会常务委员会委员长张德江关于全国人民代表大会常务委员会工作的报告
10. 听取和审议最高人民法院院长周强关于最高人民法院工作的报告
11. 听取和审议最高人民检察院检察长曹建明关于最高人民检察院工作的报告

#### 表决结果
| 表决主题                                                                                           | 赞成票 | 反对票 | 弃权 | 通过率 |
| -------------------------------------------------------------------------------------------------- | ------ | ------ | ---- | ------ |
| 李克强的政府工作报告                                                                               | 2812票 | 14票   | 8票  | 99.22% |
| 2016年国民经济和社会发展计划执行情况与2017年国民经济和社会发展计划的决议                           | 2721票 | 89票   | 26票 | 95.94% |
| 2016年中央和地方预算执行情况与2017年中央和地方预算的决议（草案）                                   | 2555票 | 208票  | 71票 | 90.15% |
| 《中华人民共和国民法总则》（草案）                                                                 | 2782票 | 30票   | 21票 | 98.20% |
| 《第十二届全国人民代表大会第五次会议关于第十三届全国人民代表大会代表名额和选举问题的决定》（草案） | 2787票 | 36票   | 13票 | 98.27% |
| 《中华人民共和国香港特别行政区选举第十三届全国人民代表大会代表的办法》（草案）                     | 2813票 | 13票   | 9票  | 99.22% |
| 《中华人民共和国澳门特别行政区选举第十三届全国人民代表大会代表的办法》（草案）                     | 2811票 | 10票   | 10票 | 99.29% |
| 张德江的全国人民代表大会常务委员会工作报告                                                         | 2793票 | 24票   | 17票 | 98.55% |
| 周强的最高人民法院工作报告                                                                         | 2606票 | 180票  | 49票 | 91.92% |
| 曹建明的最高人民检察院工作报告                                                                     | 2606票 | 180票  | 46票 | 92.01% |
| 全国人民代表大会常委会接受徐显明辞去全国人民代表大会常委会委员职务的请求的决定                     | 2749票 | 27票   | 47票 | 97.38% |
| 数据来源：                                                                                         |        |        |      |        |